# Ars moriendi

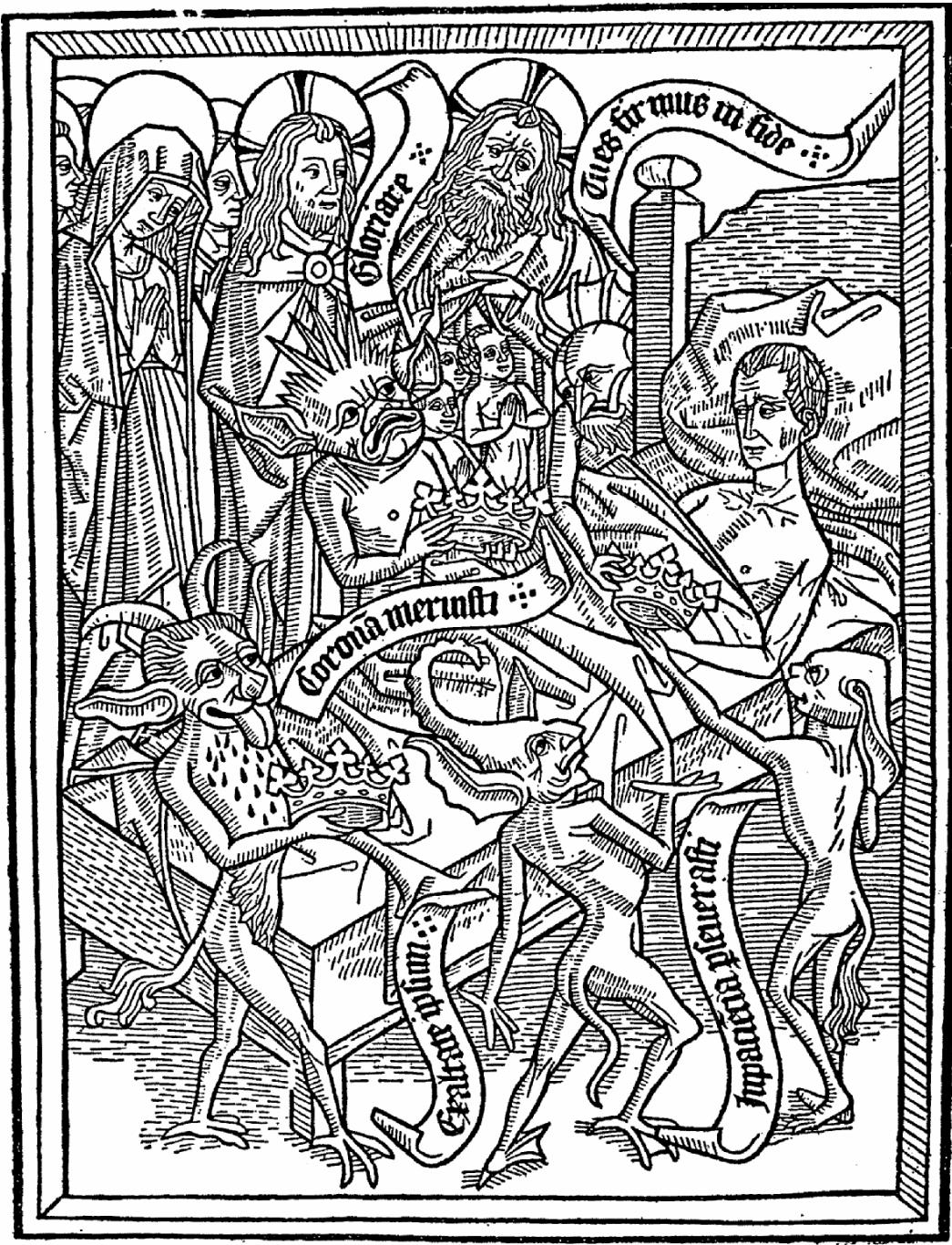
„Az önhittség dicsérete”, az Ars moriendi egyik lapja

Az Ars moriendi („a meghalás mestersége”), 1400 körül Franciaországban fadúcokkal nyomtatott könyv, amelynek metszetei megkapóan ábrázolják a halódó lélek küzdelmeit és diadalát. Európa-szerte utánozták; a késő középkor legelterjedtebb képsorozatainak egyike.